# Омелино (Артемьевское сельское поселение)
В Тутаевском районе есть ещё одна деревня с таким названием, в Чебаковском сельском поселении.
Омелино — деревня Николо-Эдомского сельского округа Артемьевского сельского поселения Тутаевского района Ярославской области .
Омелино стоит на левом, западном берегу реки Эдома, непосредственно ниже впадения в неё реки Малая Эдома. Реки охватывают деревню с трёх сторон: с веверо-востока и юго-востока это река Эдома, которая делает в районе деревни поворот, а с юго-запада это река Малая Эдома. С четвёртой же стороны, с северо-запада от Омелино стоит деревня Столбищи, наиболее крупная деревня в окрестностях с развитой инфраструктурой, центр крупного сельскозяйственного предприятия и сельскохозяйственные строения. На противоположном берегу Эдомы, к югу от Омелино стоит деревня Ионовское .
Деревня Омелина указана на плане Генерального межевания Борисоглебского уезда 1792 года. В 1825 Борисоглебский уезд был объединён с Романовским уездом. По сведениям 1859 года деревня относилась к Романово-Борисоглебскому уезду .
На 1 января 2007 года в деревне Омелино числилось 10 постоянных жителей . По карте 1975 г. в деревне жило 22 человека. Почтовое отделение, находящееся в деревне Столбищи, обслуживает в деревне Омелино 19 домов .